# سهیل گلداری
سهیل گلداری (عربی: سهيل عبد اللطيف كلداري؛ زادهٔ ۸ ژوئیهٔ ۱۹۷۷) یا سهیل گله‌داری کارآفرین، مدیر اجرایی و بازرگان اهل امارات متحده عربی است. او از سهامداران عمده هلدینگ گروه گلداری و مدیرعامل روزنامه خلیج تایمز است. وی هم‌اکنون ریاست هیئت مدیره گروه گلداری را نیز برعهده دارد.